# Justicia pubigera
Justicia pubigera är en akantusväxtart som först beskrevs av Nees in Wall., och fick sitt nu gällande namn av Benjamin Clarke. Justicia pubigera ingår i släktet Justicia och familjen akantusväxter. Inga underarter finns listade i Catalogue of Life.